# Великий Горох
Великий Горо́х (рос. Большой Горох) — присілок у складі Тотемського району Вологодської області, Росія. Входить до складу Калінінського сільського поселення.

## Населення
Населення — 37 осіб (2010; 58 у 2002).
Національний склад (станом на 2002 рік):
- росіяни — 93 %